# Fryco Rocha
Fryco Rocha (* 19 de gener de 1863 a Schönhöhe (Šejnejda); † 24 d'abril de 1942 a Klingmühl) fou un mestre i poeta popular sòrab. De petit va estudiar a una escola sòrab i es va distingir pel fet que va fer l'ensenyament en sòrab als nens del poble de Tauer entre 1891 i 1915 quan oficialment estava prohibit. Pel que feia al material didàctic i llibres de texts, va escriure al voltant de 300 contes i cançons que va incloure als seus cursos. El 1931 també va col·laborar amb Mina Witkojc com a editor del periòdic sòrab Serbski Casnik fins que va fer fallida el 1933. Se'l considera un dels precursors de l'escola sòrab.

## Obres
- Wobraz mojogo žywjenja (Imatges de la meva vida) autobiografia